# Compsenia
Compsenia — рід еребід з підродини совок-п'ядунів який зустрічається в Південній Америці.

## Систематика
У складі роду:
- Compsenia brunneofusa Hampson
- Compsenia catagrapha Schaus, 1916
- Compsenia furtiva Dognin, 1914
- Compsenia furvizona Hampson
- Compsenia gracillima Herrich-Schäffer, 1870
- Compsenia insulalis Schaus, 1916
- Compsenia melanomera Hampson
- Compsenia melanozona Hampson
- Compsenia plumbea Schaus, 1913
- Compsenia thysanophora Hampson
- Compsenia area Herrich-Schäffer